# Фторид висмута(V)
Фторид висмута(V) (пентафторид висмута) — бинарное неорганическое соединение, соль металла висмута и плавиковой кислоты с формулой BiF5, бесцветные кристаллы, реагирует с водой. Ядовит, сильный окислитель.

## Получение
- Действие фтора на висмут или фторид висмута:

{\displaystyle {\mathsf {2Bi+5F_{2}\ {\xrightarrow {600-700^{o}C}}\ 2BiF_{5}}}}
{\displaystyle {\mathsf {BiF_{3}+F_{2}\ {\xrightarrow {460-550^{o}C}}\ BiF_{5}}}}

## Физические свойства
Фторид висмута(V) образует бесцветные гигроскопичные кристаллы, разлагаются водой. 

## Химические свойства
- Разлагается холодной водой:

{\displaystyle {\mathsf {3BiF_{5}+3H_{2}O\ {\xrightarrow {}}\ 3BiF_{3}\downarrow +O_{3}\uparrow +6HF}}}
- Разлагается горячей водой:

{\displaystyle {\mathsf {3BiF_{5}+6H_{2}O\ {\xrightarrow {}}\ 3BiOF\downarrow +O_{3}\uparrow +12HF}}}
- При нагревании выше температуры кипения разлагается:

{\displaystyle {\mathsf {3BiF_{5}\ {\xrightarrow {725-800^{o}C}}\ 3BiF_{3}+F_{2}}}}
- Является сильным окислителем:

{\displaystyle {\mathsf {BiF_{5}+2HCl+H_{2}O\ {\xrightarrow {T}}\ 3BiOF\downarrow +Cl_{2}\uparrow +4HF}}}
{\displaystyle {\mathsf {2BiF_{5}+C\ {\xrightarrow {170^{o}C}}\ 2BiF_{3}+CF_{4}}}}
- Реагирует с щелочами с образованием висмутатов:

{\displaystyle {\mathsf {BiF_{5}+6NaOH\ {\xrightarrow {}}\ NaBiO_{3}\downarrow +5NaF+H_{2}O}}}
- С фторидами щелочных металлов образует комплексы:

{\displaystyle {\mathsf {BiF_{5}+KF\ {\xrightarrow {}}\ K[BiF_{6}]}}}

## Сферыприменения
- Фторид висмута(+5) в основном используется как мощнейший фторирующий агент.

## Биологическиесвойства
Пентафторид висмута является токсичным веществом, сильный окислитель. ПДК в рабочей зоны - 1 мг/м³ (по гидрофториду). ЛД50 на крысах 149 мг/кг.